# جیمز ادگار (بازیکن فوتبال)
جیمز ادگار (انگلیسی: James Edgar؛ زادهٔ ۱۸۸۲) بازیکن فوتبال است.
از باشگاه‌هایی که در آن بازی کرده‌است می‌توان به باشگاه فوتبال ساندرلند اشاره کرد.